# Ali Tlili
Ali Tlili (Ali Al-Thelili) – tunezyjski zapaśnik walczący w stylu klasycznym. Zdobył srebrny medal na mistrzostwach Afryki w 1988 i brązowy w 1984. Wicemistrz arabski w 1983 roku.